# 陽気なヴァイオリン弾き (ホントホルスト、エルミタージュ美術館)
『陽気なヴァイオリン弾き』（ようきなヴァイオリンひき、英: The Merry Violinist）、または『陽気な男』（ようきなおとこ、露: Весельчак、英: The Convivial Fellow）は、オランダ絵画黄金時代の画家ヘラルト・ファン・ホントホルストが1624年にキャンバス上に油彩で制作した絵画である。画面背後の右上「GHonthorst fe 1624」という画家の署名と制作年が記されている。1829年にパリのサン＝ルー (Saint-Leu) 公爵夫人のコレクションから購入されて以来、サンクトペテルブルクのエルミタージュ美術館に所蔵されている。

## 作品

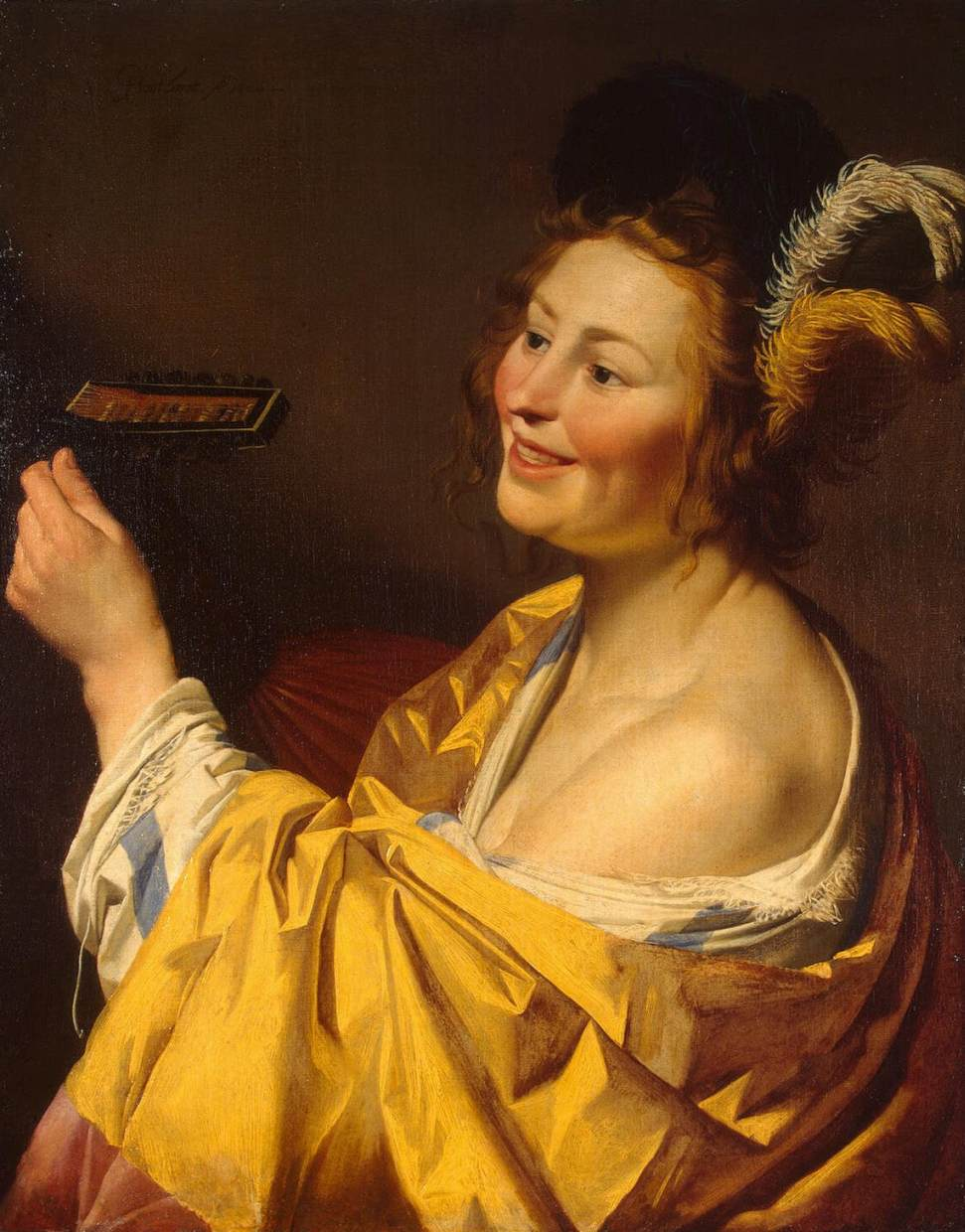
ヘラルト・ファン・ホントホルスト『陽気なリュート弾き』(1624年)、エルミタージュ美術館、サンクトペテルブルク

17世紀の初めには何人かのオランダの画家がイタリアに旅行し、生々しい写実、光の影の劇的な対比「キアロスクーロ」で一世を風靡した巨匠カラヴァッジョに感化された。ホントホルストもその1人で、故郷のユトレヒトに帰郷した1620年以降、カラヴァッジョとその追随者の間で人気の高かった音楽家の半身像を数多く描いた。
本作は『陽気なリュート奏者』 (エルミタージュ美術館) と対をなす作品で、主題も構図も関連していることは明らかである。本作の赤ワインを手にしたヴァイオリン奏者とリュートを弾く高級娼婦という2人の登場人物は、互いに視線を交わし合い、その仕草も連動している。
1627年、本作はテオドール・マタンによって版画にされたが、その際、詩人ペトリュス・スヒリフェリウスによって「パンフィロス (古代ローマの詩人オウィディウスの喜劇の主人公」) は、リュアエウス (酒神バッコスの別名) の信者が酔うように恋に落ちる。いったいなぜ?　ピュリス (オウィディウスの別の喜劇の主人公) もまた恋に落ちる」という意味のラテン語の教訓が記された。マタンの版画はハールレムでよく知られていた。1626-1627年ごろにかけて、フランス・ハルスも寓意的な意味を込めた本作同様の単身人物の作品を描いており、研究者シーモア・スライヴとJ・リチャード・ジャドソン (J. Richard Judson) は、ハルスがマタンの版画を見ていたに違いないと示唆した。